# 1940年美國總統選舉
1940年美国总统選舉是第39届美國總統選舉，于該年11月5日舉行。選舉當時正處於第二次世界大战西方戰線的陰影下，而那时的美國正在走出大蕭條中。民主黨候选人、時任美國總统富兰克林·德拉诺·罗斯福击败共和党候选人溫德爾·威爾基，成為美國歷史上第一位贏得第三任期的總統。
羅斯福最初表示不想竞选連任，但是歐戰中法國淪陷、英國告急的局势，使他改變了主意。民主黨党內的吉姆·法利和時任副总统約翰·南斯·加納宣布尋求提名，1940年民主黨全國代表大會在第一轮投票中重新提名了罗斯福，而農業部长亨利·A·华莱士取代了現任的加纳，成為副總統候选人。黑馬候選人溫德爾·威爾基在1940年共和黨全国代表大会的第六輪投票中，擊敗了保守派参議員罗伯特·塔夫脱和地方檢察官托马斯·杜威，成為共和黨候选人代表。
罗斯福敏锐地意识到美國國内孤立主义和不干涉主义情緒的濫觴，承諾如果再次當選總統，就不会卷入外國戰爭。羅斯福一再承諾，美國的孩子们不必在海外戰鬥。有一次威尔基听到罗斯福承諾：你的孩子们不会被派去参加外国战争。威尔基以前没有競選公职，進行了一场精力充沛的運動，并設法在中西部地區恢復共和黨的力量，他批評新政為無能和浪費，並且警告说打破兩个任期傳統的危险，又指責羅斯福秘密計畫將國家带入第二次世界大戰。威尔基因与大企業的關係而受到損害許多美国工人阶级选民指责商界领袖大萧条的开始。
罗斯福在所有选举前的民意调查中都取得了領先並获得了輕鬆的勝利，儘管他的支持率不如1932年和1936年那么高，但他仍繼續得到工会、市民、少數族裔選民和傳統南方民主黨的强烈支持。